# Absent in the Spring
Absent in the Spring (Ausência na Primavera no Brasil e Ausente na Primavera em Portugal) é um romance escrito por Agatha Christie e publicado pela primeira vez no Reino Unido pela William Collins & Sons, em agosto de 1944 e nos EUA pela Farrar & Rinehart mais tarde no mesmo ano. Foi o terceiro de seis romances que Christie escreveu sob o pseudônimo de Mary Westmacott. O título é uma citação do soneto 98 de Shakespeare: "De você eu estive ausente na primavera, ..."

## Enredo
Encalhada entre os trens, Joan Scudamore encontra-se refletindo sobre sua vida, sua família e, finalmente, se confronta com as verdades incómodas sobre a sua vida.